# Bjernede Kirke
Bjernede Kirke er en middelalderlig rundkirke i landsbyen Bjernede 5 km nordøst for Sorø. Den er den eneste bevarede af sin slags på Sjælland. Der har også ligget en rundkirke på det sted, hvor Pedersborg Kirke senere blev anlagt.
Den nuværende Bjernede Kirke blev bygget omkring 1170 af Sune Ebbesen af Hvideslægten, hvis far Ebbe Skjalmsen (biskop Absalons farbror) og mor Ragnhild havde ladet bygget en trækirke på stedet. Den nederste halvdel af kirken er bygget i granit, medens den øverste halvdel er bygget i tegl, et nyt materiale, som danskerne begyndte at anvende fra ca. 1140-50.
Sune havde sandsynligvis set Schlamersdorf kirke i Wagrien, hvor han flere gange var som hærfører under Valdemar I den Store. Horne kirke, Bjernede kirke og Thorsager kirke er alle bygget efter samme grundplan som kirken i Schlamersdorf, og det anses for sandsynligt, at den nævnte rundkirke i Pedersborg var af samme type, måske kun med en midtersøjle i kirkerummet som i de bornholmske rundkirker.
Våbenhuset er bygget omkring år 1500, og medens tårnet blev ombygget i 1400-årene, blev det fra 1890-1892 ført tilbage til sit oprindelige udseende ved arkitekten H.B. Storck. Indvendigt støttes kirken (som Horne og Thorsager rundkirker er, og som sandsynligvis Pedersborg har været) af fire store granitsøjler der bærer rundbuede hvælvinger. I tårnet er der et rum, som slægten Hvide brugte som mødelokale, og i modsætning til de bornholmske rundkirker er det ikke forsynet med skydeskår. Om disse overhovedet er skydeskår er stærkt omdiskuteret – man kan ikke se noget så tæt på kirken, at man har kunnet ramme med bue og pil.
Resterne af en tilsvarende rundkirke kan ses i Pedersborg, ved siden af den nuværende kirke (Bl.a. en del af det, der kan være en af de oprindelige bærende søjler, står NV for kirken), og i Roskilde lå i sin tid Allehelgens rundkirke, der er nævnt som en "generalprøve" på Olsker kirke på Bornholm – det kan dog også være omvendt, at Allehelgens i Roskilde er bygget senere end Olsker. Pedersborg rundkirke blev bygget i tilknytning til Peder Torstensens borg – han var hærfører under Valdemar I den Store og dermed kollega til Sune Ebbesen, samt morfar til biskop Peder Vognsen, der anses for at være ophavsmanden til Thorsager rundkirke. Peder Vognsen havde med andre ord kendskab til flere rundkirker fra Sjælland, da han blev biskop i Jylland.
Storck blev senere stærkt kritiseret for tilbageførelsen, og P.V. Jensen Klint og Ivar Bentsen lavede i årene efter restaureringen kirkeprojekter, der imiterede Bjernede Kirkes gamle udseende med det bispehue-lignende tag. Den drastiske restaurering blev et vendepunkt i retning af mere skånsomme restaureringstendenser.